# Гранулопоэз
Гранулопоэз (или гранулоцитопоэз) — это процесс гемопоэза для гранулоцитов.
Гранулопоэз происходит преимущественно в костном мозге и состоит из следующих стадий:
- Гемоцитобласт
- CFU-GEMM
- CFU-GM
- Миелобласт
- Промиелоцит
- Миелоцит
- Метамиелоцит
- Палочкоядерный гранулоцит
- Гранулоцит (нейтрофил, эозинофил или базофил)

Гранулопоэз может стимулироваться антигенами дрожжевого грибка Candida albicans.